# De Ballen
De Ballen is een Nederlands televisieprogramma dat werd uitgezonden door Nickelodeon vanaf 23 januari 2009.
Het programma stond in het teken van voetbal en werd gepresenteerd door Patrick Martens. Enkele onderdelen van De Ballen waren:
- De Voetbaldokter
- De Quiz
- Vraag en Antwoord
- Uitdaging